# Molybdän(II)-bromid
Molybdän(II)-bromid ist eine anorganische chemische Verbindung des Molybdäns aus der Gruppe der Bromide.

## Gewinnung und Darstellung
Molybdän(II)-bromid kann durch Reaktion von Molybdän(II)-chlorid mit Lithiumbromid gewonnen werden.
{\displaystyle \mathrm {[Mo_{6}Cl_{8}]Cl_{4}+12\ LiBr\longrightarrow [Mo_{6}Br_{8}]Br_{4}+12\ LiCl} }
Ebenfalls möglich ist die Darstellung durch Reaktion von Molybdän mit einem Brom-Stickstoff-Gemisch bei 680 °C oder durch Disproportionierung von Molybdän(III)-bromid im Vakuum bei 600 °C.

## Eigenschaften
Molybdän(II)-bromid ist ein diamagnetisches, hygroskopisches, gelb-rotes bis braunes Pulver, das unlöslich in Wasser und Säuren ist. Es ist löslich in heißer, konzentrierter Schwefelsäure oder auch in warmen, verdünnten, starken Basen (mit konzentrierten Basen erfolgt Zersetzung) ist. Die Zugabe von Salzsäure oder Bromwasserstoffsäure zur alkalischen Lösung führt zu den Mischhalogeniden [Mo6Br8]Cl4 bzw. [Mo6Br8]I4. Die Kristallstruktur von Molybdän(II)-bromid ist isotyp zu der von Molybdän(II)-chlorid.